# Pyry Soiri
Pyry Henri Hidipo Soiri (ur. 22 września 1994 w Ekenäs) – fiński piłkarz pochodzenia namibijskiego grający na pozycji pomocnika w Esbjerg fB.

## Kariera klubowa
Treningi piłki nożnej rozpoczął jako pięciolatek w klubie PPJ. W młodości trenował również lekkoatletykę. Przez wiele lat mieszkał w Afryce, a w 2010 wrócił do Finlandii i rozpoczął treningi w Myllykosken Pallo-47. W pierwszej drużynie tego klubu zadebiutował 19 kwietnia 2012. W czerwcu 2012 został wypożyczony do Järvenpään Palloseura, a w sierpniu tegoż roku do KTP. W listopadzie 2014 podpisał dwuletni kontrakt z Vaasan Palloseura. W lutym 2017 podpisał trzyletni kontrakt z Szachciorem Soligorsk. W sierpniu 2018 przeszedł do Admiry Wacker Mödling. W czerwcu 2019 podpisał trzyletni kontrakt z Esbjerg fB.

## Kariera reprezentacyjna
W reprezentacji Finlandii zadebiutował 6 października 2017 w zremisowanym 1:1 meczu z Chorwacją, w którym strzelił gola.

## Życie osobiste
Jego matka Lina jest Finką, a ojciec Namibijczykiem. Ma młodszego brata Juriego.